# Wysokie drzewa (film)
Wysokie drzewa (ang. The Big Trees) – amerykański dramat filmowy z 1952 z Kirkiem Douglasem w roli głównej.

## Obsada
- Kirk Douglas – Jim Fallon
- Eve Miller – Alicia Chadwick
- Patrice Wymore – Daisy Fisher/Dora Figg
- Edgar Buchanan – Walter "Yukon" Burns
- John Archer – Frenchy LeCroix
- Roy Roberts – sędzia Crenshaw
- Charles Meredith – Elder Bixby, ojciec Alici
- Alan Hale Jr. – Tiny
- Harry Cording – Cleve Gregg
- Michael McHale – Keller, księgowy
- Ellen Corby – pani Blackburn
- Elizabeth Slifer – pani Wallace
- William Challee – Williams
- Art Millan – Charlie
- Bill McLean – Ivan
- Lester Sharpe – Gray

i inni...

## Zarys fabuły

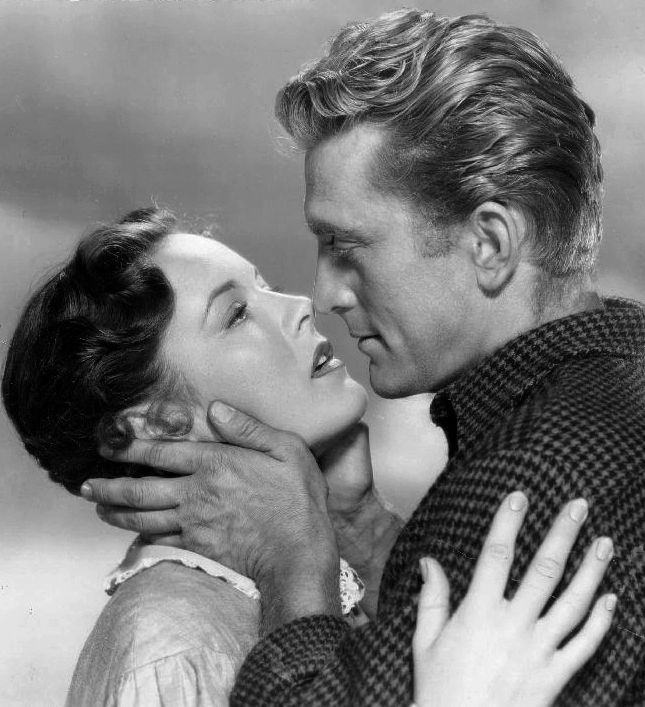
Kirk Douglas i Eve Miller

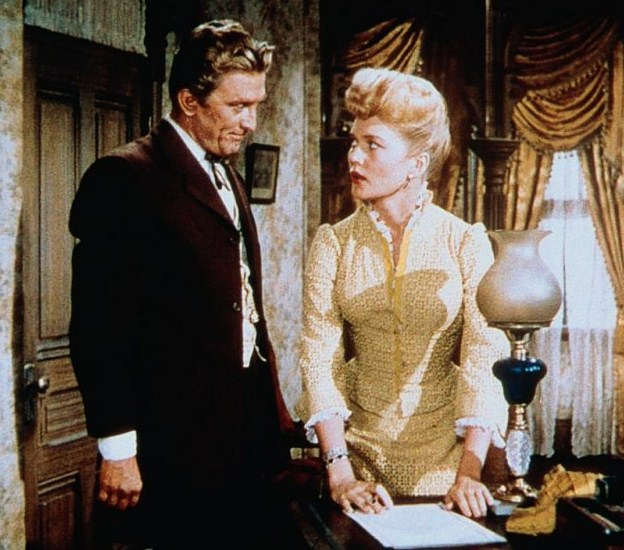
Kirk Douglas z Patrice Wymore w scenie z filmu

Rok 1900. Bezwzględny przedsiębiorca Jim Fallon chcąc zdobyć w szybki sposób duże pieniądze, zamierza wykorzystać nowe prawo pozwalające na wycięcie setek hektarów lasów. Przybywa na dziewicze tereny północnej Kalifornii, gdzie rosną olbrzymie i wiekowe sekwoje. Na przeszkodzie planom Fallona stają mieszkańcy tamtejszego miasteczka, którzy chcą uchronić okazałe drzewa przed wycinką.